# Fracció giromagnètica
En física, la fracció giromagnètica (també coneguda com a fracció magnetogírica en altres disciplines) d'una partícula o sistema és la fracció del seu moment dipolar magnètic respecte al seu moment angular, i normalment es descriu amb el símbol γ. Les seves unitats en el SI són radian per segon per tesla (rad s−1·T -1) o, de forma equivalent, coulomb per kilogram (C·kg−1).
El terme "fracció giromagnètica" s'usa a vegades com a sinònim d'una quantitat diferent però relacionada, el factor g. El factor g, a diferència de la fracció giromagnètica, és una quantitat adimensional.

## Fracció giromagnètica i precessió de Larmor
Qualsevol sistema lliure amb una fracció giromagnètica constant (com per exemple un sistema rígid de càrregues, un nucli atòmic, o un electró) precessa a una freqüència f (mesurada en hertz) quan es posa en la presència d'un camp magnètic extern B (mesurat en tesles) que no estigui alineat amb el seu moment magnètic. Aquesta freqüència és proporcional al camp extern:
{\displaystyle f={\frac {\gamma }{2\pi }}B.}
Per aquest motiu, valors de γ/(2π), en unitats d'hertz per tesla (Hz/T) se solen usar en lloc de γ.
Aquesta relació també explica una contradicció aparent entre els dos termes equivalents, fracció giromagnètica front fracció magnetogírica: mentres que és una fracció d'una propietat magnètica (el moment dipol magnètic) respecte a una propietat gírica (rotacional, del grec: γύρος, "volta") (el moment angular), també és, a la vegada, la fracció entre la freqüència angular de precessió (una altra propietat gírica) ω = 2πf i el camp magnètic.

## Fracció giromagnètica per un cos clàssic rotant
Considereu un cos carregat i girant al voltant d'un eix de simetria. Segons les lleis de la física clàssica, té ambdós un moment dipol magnètic i un moment angular degut a la seva rotació. Es pot demostrar que, si la seva càrrega i massa estan distribuïdes idènticament (per exemple ambdues distribuïdes de forma uniforme), la seva fracció giromagnètica és
{\displaystyle \gamma ={\frac {q}{2m}}}
on q és la seva càrrega i m és la seva massa. La derivació d'aquesta relació segueix així:
És suficient demonstrar la relació per un anell circular infinitessimal dins el cos, i el resultat general se segueix d'una integració. Suposeu que l'anell té radi r, àrea A = πr², massa m, càrrega q, i moment angular L=mvr. Aleshores la magnitud del moment dipol magnètic és
{\displaystyle \mu =IA={\frac {qv}{2\pi r}}\times \pi r^{2}={\frac {q}{2m}}\times mvr={\frac {q}{2m}}L}
com es volia demostrar.

## Fracció giromagnètica d'un electró aïllat
Un electró aïllat té un moment angular i un moment magnètic com a resultat del seu espín. Tot i que a vegades l'espín es visualitza com una rotació literal al voltant d'un eix, és en realitat un fenomen quàntic que no té un analogia veritable en la física clàssica. Per tant, no hi ha cap motiu per pensar que l'expressió clàssica a dalt hauria de ser vàlida. De fet, no és vàlida, i dona el resultat equivocat a falta d'un factor dimensional anomenat el factor g de l'electró, i normalment descrit per ge (o simplement g quan no hi ha risc de confusió):
{\displaystyle |\gamma _{\mathrm {e} }|={\frac {|-e|}{2m_{\mathrm {e} }}}g_{\mathrm {e} }=g_{\mathrm {e} }\mu _{\mathrm {B} }/\hbar ,}
on μB és el magnetó de Bohr. Com s'ha mencionat a dalt, en la física clàssica aquest factor g seria {\displaystyle g=1}. En canvi, en el context de la mecànica quàntica relativista,
{\displaystyle g_{e}=2(1+{\frac {\alpha }{2\pi }}+\cdots ),}
on {\displaystyle \alpha \approx 1/137} és la constant d'estructura fina. Aquí, les petites correccions al resultat relativista {\displaystyle g=2} provenen de la teoria quàntica de camps. De forma experimental, el factor g de l'electró s'ha mesurat fins a dotze posicions decimals:
{\displaystyle ~g_{\mathrm {e} }=2.0023193043617(15).}
La fracció giromagnètica de l'electró la dona NIST com a
{\displaystyle |\gamma _{\mathrm {e} }|=1.760\,859\,708(39)\times 10^{11}\,\mathrm {\ {\frac {rad}{s\cdot T}}} }
{\displaystyle |{\frac {\gamma _{\mathrm {e} }}{2\pi }}|=28\,024.952\,66(62)\mathrm {\ {\frac {MHz}{T}}} .}
Els factors g i γ estan d'acord amb la teoria de forma excel·lent; vegeu tests de precisió de QED pels detalls.

## Factor giromagnètic a conseqüència de la relativitat
Com que un factor giromagnètic igual a 2 segueix a conseqüència de l'equació de Dirac, és un error comú pensar que un factor g de 2 és una conseqüència de la relativitat, però això és fals. El factor 2 es pot obtenir a partir d'una linearització tant de l'equació de Schrödinger com de l'equació de Klein-Gordon relativista (que porta a l'equació de Dirac). En ambdós casos, s'obté un 4-espinor i per ambdues linearitzacions s'obté un factor g igual a 2. Per tant, el factor 2 és una conseqüència de la dependència de la funció d'ona en la primera (i no en la segona) derivades respecte a l'espai i al temps.

## Fracció giromagnètica per a nuclis
Els protons, els neutrons, i molts nuclis tenen un espín nuclear, que dona lloc a una fracció giromagnètica com a dalt. La fracció s'escriu normalment en termes de la massa i càrrega del protó, inclús per neutrons i per altres nuclis, per simplicitat i consistència. La fórmula és:
{\displaystyle \gamma _{n}={\frac {e}{2m_{p}}}g_{n}=g_{n}\mu _{\mathrm {N} }/\hbar ,}
on {\displaystyle \mu _{\mathrm {N} }} és el magnetó nuclear, i {\displaystyle g_{n}} és el factor g del nucleó o nucli en qüestió.
La fracció giromagnètica d'un nucli és particularment important degut al paper que juga en la ressonància magnètica nuclear i la imatgeria per ressonància magnètica. Aquestes tècniques es basen en el fet que els espins nuclears precessen en un camp magnètic amb una freqüència anomenada la freqüència de Larmor, que és simplement el producte de la fracció giromagnètica i la magnitud del camp magnètic.
Valors aproximats per alguns nuclis comuns es recullen a la taula de sota.
| Nucli | {\displaystyle \gamma _{n}} (10⁶ rad s−1 T −1) | {\displaystyle \gamma _{n}/(2\pi )} (MHz T −1) |
| ----- | ---------------------------------------------- | ---------------------------------------------- |
| ¹H    | 267.513                                        | 42.576                                         |
| ²H    | 41.065                                         | 6.536                                          |
| 3He   | 203.789                                        | 32.434                                         |
| 7Li   | 103.962                                        | 16.546                                         |
| 13C   | 67.262                                         | 10.705                                         |
| ¹⁴N   | 19.331                                         | 3.077                                          |
| 15N   | 27.116                                         | 4.316                                          |
| 17O   | 36.264                                         | 5.772                                          |
| 19F   | 251.662                                        | 40.053                                         |
| 23Na  | 70.761                                         | 11.262                                         |
| 27Al  | 69.763                                         | 11.103                                         |
| 63Cu  | 71.118                                         | 11.319                                         |
| 67Zn  | 16.767                                         | 2.669                                          |
| 57Fe  | 8.681                                          | 1.382                                          |
| 31P   | 108.291                                        | 17.235                                         |
| 129Xe | 73.997                                         | 11.777                                         |